# Владислав Мирчев
Владислав Мирчев е български футболист, който играе като централен нападател за Септември (Тервел).

## Кариера
Владислав Мирчев е роден в София, но живее във Варна. Юноша е на Спартак (Варна). На 13 август 2004 година дебютира в А група срещу отбора на Родопа Смолян. На 10 септември 2005 той вкарва първият си гол за Спартак срещу Марица Пловдив. Владо бързо се утвърждава като един от основните футболисти на отбора. През 2007 печели наградата за най-прогресиращ млад играч на гр. Варна.
През сезон 2005/06 играе в Черноморец (Бургас). Там той изиграва 20 мача и вкарва 8 гола, и помага на отбора да спечели първенството на Б група.
През лятото на 2008 година преминава във ФК БАТЕ Борисов.

### БАТЕ Борисов
Не участва в двата мача на БАТЕ срещу Левски в третия предварителен кръг за влизане в групите на Шампионската лига, поради забавяне на така наречената „жълта карта“. Мачовете са играни през август 2008 година, в които беларуския клуб триумфира и влиза в груповата фаза на турнира за първи път в историята си. На 9 септември в мач за купата на Беларус срещу Неман Мост, Влади Мирчев отбелязва хеттрик за разгромната победа със 7:3. На 14 септември той вкарва първият си гол за първенство срещу Нафтан Новополск. Същата година той става с БАТЕ Борисов шампион на Беларус. С отбора играе в 4 мача от Шампионската лига, включително срещу Реал Мадрид на Сантяго Бернабеу. БАТЕ Борисов в крайна сметка завършва на последно място в група с Реал Мадрид, Ювентус и Зенит, като беларусите записват достойния актив от 3 точки. След като се прибира в България е награден в родния му гр. Варна с наградата за пробив Шампионска лига.

### Анкона
През август 2009 г. подписва с Анкона (Италия). Там той играе 1 година и напуска, защото италианският тим обявява банкрут.

### КВ Остенде
През декември 2010 подписва договор с белгийския КВ Остенде. Там той изиграва 11 мача и вкарва 4 гола.

### Спартак Варна
Мирчев се връща в родния си клуб през септември 2011, но едва изиграва 4 мача и си тръгва след скандал с ръководството.

### Бдин Видин
През февруари 2012 Владислав Мирчев подписва 4 месечен договор с борещия се за промоция в А група Бдин Видин. Мирчев изиграва 10 мача и вкарва 9 гола. Така той за един полусезон става голмайстор на Западната Б група.

### Иртиш Павлодар
През лятото на 2012 Влади Мирчев подписва с борещия се за шампион Казахстански отбор Иртиш Павлодар. Там отбора завършва на второ място и играе финал за купата на страната.

### Локомотив Пловдив
Владислав Мирчев подписва февруари 2013 с Локомотив Пловдив. Там той изиграва 15 мача и вкарва 2 гола.
През лятото на 2013 Влади Мирчев прави една от най-тежките контузии във футбола, скъсва задна кръстна връзка на лявото коляно.

### ЕНАД Полис
През лятото на 2014 подписва с Кипърския клуб ЕНАД Полис. Там той изиграва 11 срещи и вкарва 3 гола. През зимата на 2015 той напуска поради финансовите проблеми в отбора.

### Септември Тервел
Мирчев изиграва 11 мача и вкарва 10 гола.

### Клуб Валенсия
През лятото на 2015 година Владо Мирчев заминава за екзотичната държава Малдиви. Там той подписва с най-титулувания отбор Клуб Валенсия. Там той прави силен сезон и вкарва 8 гола в 11 мача.

### Спартак Варна
След престоя си в Азия, Мирчев се завръща в родния му клуб Спартак Варна. Той помага на Спартак да спечели промоция за В група. За 18 мача той вкарва забележителните 24 гола и става голмайстор на дивизията.

## Национален отбор
Владислав Мирчев има 5 мача и 1 гол с националния отбор на България до 19 г. и 6 мача и 2 гола с националния отбор на България за младежи до 21 г. Единият му е срещу младежката формация на Гърция в приятелска среща, спечелена с категоричното 4:1.
| №  | Дата            | Град          | Съперник | Резултат | Краен изход | Турнир           |
| -- | --------------- | ------------- | -------- | -------- | ----------- | ---------------- |
| 1. | 8 февруари 2007 | Атина, Гърция | Гърция   | 4-1      | Победа      | Приятелска среща |